# Tamiasciurus mearnsi
Tamiasciurus mearnsi là một loài động vật có vú trong họ Sóc, bộ Gặm nhấm. Loài này được Townsend mô tả năm 1897.